# Procellosaurinus erythrocercus
Procellosaurinus erythrocercus — вид ящірок родини гімнофтальмових (Gymnophthalmidae). Ендемік Бразилії.

## Поширення і екологія
Procellosaurinus erythrocercus мешкають на північному сході Бразилії, в штатах Баїя і Піауї, а також на заході Пернамбуку і на півночі Мінас-Жерайса. Вони живуть на піщаних дюнах, порослих сухими заростями каатинги.